# Hockey Québec
Hockey Québec är ett kanadensiskt regionalt ishockeyförbund som ansvarar för all ishockeyverksamhet på amatörnivå i den kanadensiska provinsen Québec.
De hade 115 686 registrerade (94 391 spelare, 16 792 tränare och 4 503 domare) hos sig för säsongen 2017–2018.
Hockey Québec är medlem i det nationella ishockeyförbundet Hockey Canada.

## Förbund
Följande förbund som är anslutna till Hockey Québec:
- Hockey Abitibi-Témiscamingue
- Hockey Bas St-Laurent
- Hockey Bourassa
- Hockey Estrie
- Hockey Côte-Nord
- Hockey Gaspésie Les Îles
- Hockey Lac St-Louis
- Hockey Laurentides-Lanaudière
- Hockey Laval
- Hockey Mauricie
- Hockey Montréal
- Hockey Outaouais
- Hockey Québec-Chaudière-Appalaches
- Hockey Richelieu
- Hockey Saguenay Lac St-Jean

## Ligor

### Aktiva
Följande ligor är sanktionerade av Hockey Québec:
- Ligue de hockey de La Capitale
- Ligue de hockey féminin collégial AA
- Ligue de hockey junior A Boucherville
- Ligue de hockey junior A Hockey Experts
- Ligue de hockey junior A Lac St-Jean
- Ligue de hockey junior A Lac St-Louis
- Ligue de hockey junior A Laval
- Ligue de hockey junior A Maurice
- Ligue de hockey junior A Orford-St-Francois
- Ligue de hockey junior A Rive-Nord
- Ligue de hockey junior A Rive-Sud
- Ligue de hockey junior A Saguenay
- Ligue de hockey junior A Yamaska-Missisquoi
- Ligue de hockey junior AA Chaudiere-Appalaches
- Ligue de hockey junior AA Estrie-Mauricie
- Ligue de hockey junior AA Lac St-Louis
- Ligue de hockey junior AA Laurentides-Lanaudière
- Ligue de hockey junior AA Saguenay-Lac-St-Jean
- Ligue de hockey junior AAA du Québec (LHJAAAQ)
- Ligue de hockey junior B Hockey Experts
- Ligue de hockey junior B Lac St-Louis
- Ligue de hockey junior B Laval
- Ligue de hockey junior B Maurice
- Ligue de hockey junior B Montréal
- Ligue de hockey junior B Orford-St-Francois
- Ligue de hockey junior B Rive-Nord
- Ligue de hockey junior B Rive-Sud
- Ligue de hockey junior B Yamaska-Missisquoi
- Ligue de hockey junior de Montréal
- Ligue de hockey Métropolitaine junior AA
- Ligue de hockey midget AAA du Québec (LHMAAAQ)

### Ej aktiva
Följande ligor var sanktionerade av Hockey Québec:
- Ligue de hockey junior A Québec (1972–1982)
- Ligue de hockey junior AA Bas St-Laurent (–2013)
- Ligue de hockey senior du Québec (–1953)